# Skogsbingel
Skogsbingel (Mercurialis perennis) är en flerårig ört med krypande jordstam som förekommer som en tämligen sällsynt lundväxt, i södra Sverige upp till mälartrakterna, i det sydligaste Norges kusttrakter och i sydligaste Finland utmed Finska viken. I Danmark är den allmän i hela landet förutom i Nord- och Västjylland. 
Örten växer på fuktig näringsrik mark, helst i lövskog men blott sällan in barrskog. På sina lokaler växer den vanligen i stora massor med mörk, blåaktig grönska. Växten är giftig, ger irritation på slemhinnorna.
Skogsbingeln är en tvåbyggare, det vill säga den har skilda hon- och hanplantor. Stjälken är upprättstående och utan förgreningar. Bladen är gräsgröna och håriga.